# Encyclia monteverdensis
Encyclia monteverdensis är en orkidéart som beskrevs av Marta Aleida Díaz Dumas och James David Ackerman. Encyclia monteverdensis ingår i släktet Encyclia och familjen orkidéer. Inga underarter finns listade i Catalogue of Life.